# Bob Birch
Bob Birch (14. července 1956 Detroit, Michigan, USA – 15. srpna 2012 Los Angeles, Kalifornie, USA) byl americký hudebník a baskytarista. Od roku 1992 byl členem doprovodné skupiny Eltona Johna. Krátce se rovněž objevil ve skupině Iron Butterfly a spolupracoval s mnoha dalšími hudebníky, mezi které patří například Lauren Wood, Dharma Buds, Keith Emerson a B. B. King. V srpnu 2012 se pravděpodobně zastřelil.